# Amanda Berenguer
Amanda Berenguer (1921 – 13 tháng 7 năm 2010)  là một nữ nhà thơ người Uruguay.
Cô được nhớ đến như một thành viên của "Thế hệ 45", một phong trào văn học và trí thức người Uruguay: Carlos Maggi, Manuel Flores Mora, Ángel Rama, Emir Rodríguez Monegal, Idea Vilariño, Carlos Real de Azúa, Carlos Martínez Moreno, Mario Arregui, Mauricio Muller, José Pedro Díaz, Tola Invernizzi, Mario Benedetti, Ida Vitale, Líber Falco, Juan Cunha, Juan Carlos Onetti, và những người khác.

## Tiểu sử
Amanda Berenguer được sinh ra ở Montevideo. Tập thơ Quehaceres e Invenciones (1963) đã đem đến cho Berenguer thành công và khen ngợi bất ngờ, khuyến khích cô ấy tìm kiếm các cấu trúc thơ mới để thể hiện tầm nhìn độc đáo của cô ấy về nghệ thuật và thế giới. Năm 1986, cô nhận được giải thưởng "Reencuentro de Poesía" từ Đại học Cộng hòa, Uruguay cho tác phẩm Los Signos sobre la mesa. Ante mis hermanos supliciados. La dama de Elche (1987) nhận giải nhất ở hạng mục thơ từ Bộ Giáo dục và Văn hóa Uruguay. Ấn bản thứ hai của La dama de Elche, xuất bản năm 1990, đã giành giải thưởng Bartolomé Hidalgo, do Phòng sách của Uruguay phát hành. Cô đã kết hôn với nhà văn Jose Pedro Díaz từ năm 1944.
Năm 2006, cô trở thành thành viên danh dự của Học viện Thơ Quốc gia Uruguay.
Cô mất năm 2010. Thi hài của cô được chôn cất tại Concreteerio del Buceo, Montevideo.